# Hilary Ng'weno
Hilary Boniface Ng'weno est un journaliste, historien et écrivain kényan, né le 28 juin 1938 à Nairobi et mort le 7 juillet 2021, à l'âge de 83 ans,.

## Biographie
Après une scolarité au Kenya, Hilary Ng'weno est le premier kényan sorti diplômé de Harvard, dans le domaine de la physique nucléaire, en 1957. 
Retourné au Kenya en 1962, il a ensuite travaillé comme reporter au Daily Nation pendant neuf mois avant d'en devenir le rédacteur en chef en 1968. Il est retourné à Harvard pour étudier la production cinématographique puis est revenu dans son pays en 1975. Il a effectué ensuite une carrière de journaliste pendant plus de quarante ans. 
En 1973, avec le journaliste Terry Hirst, il fonde le magazine Joe, journal de satire politique qui circule dans presque toute l'Afrique jusqu'à la fin des années soixante-dix. 
Il est connu en tant que fondateur et rédacteur en chef de la Weekly Review, un hebdomadaire publié de 1975 à 1999. Il est aussi le fondateur du Nairobi Times et de STV Kenya, la première chaîne de télévision kényane indépendante. 
Il a produit des documentaires en vidéo sur l'histoire du Kenya, Makers of a nation, The making of a nation et Kenya's darkest hour.

## Carrière dans le journalisme
En 1975, Hilary Ng'weno a fondé The Weekly Review, un journal d'actualités politiques, de commentaires et d'analyses, puis en 1977 The Nairobi Times, un hebdomadaire qui est devenu par la suite un quotidien.
Au départ, The Weekly Review et The Nairobi Times étaient des entreprises locales et s'en sortaient bien dans un milieu dominé alors par le Daily Nation et The Standard, mais comme d'autres journaux locaux, ils étaient confrontés à une concurrence féroce de la part des journaux établis et à un manque de publicité.
Parce que la publicité était encore contrôlée par des étrangers, elle avait tendance à favoriser les publications étrangères. Les annonceurs n'étaient pas non plus enclins à traiter de publications susceptibles de susciter la colère du gouvernement avec des reportages politiques incendiaires.
Les publications d'Hilary Ng'weno ont duré longtemps. Elles ont continué à gagner en popularité et The Weekly Review a continué à dominer la scène de l'actualité hebdomadaire pendant plus de vingt ans, devenant l'un des meilleurs magazines d'information en Afrique. 
En raison de la diminution des revenus des ventes publicitaires, Ng'weno a cependant vendu le Nairobi Times en 1983 à la KANU, parti alors au pouvoir au Kenya. Le journal a été rebaptisé The Kenya Times, mais sa popularité en a souffert, car il était considéré comme le porte-parole d'un gouvernement d'oppression à une époque politique assimilée à une dictature. Le Kenya Times a pris fin en juillet 2010.
Ng'weno a diversifié ses médias, qui comprenaient d'autres périodiques tels que The Financial Review, The Industrial Review et Rainbow, un magazine mensuel pour enfants. Sa maison d'édition, Stellascope, a été rachetée par la KANU lorsque cette dernière a racheté The Nairobi Times. La revue hebdomadaire s'est terminée le 17 mai 1999 après vingt-quatre  ans de publication et Ng'weno est passé à la production télévisuelle en lançant une chaîne de télévision, STV Kenya.
À la suite de la vente de STV Kenya en 2000, Ng'weno s'est réinventé en tant qu'historien, puisant dans les matériaux de sa carrière de journaliste. En collaboration avec le Nation Media Group, il a produit la série en 15 épisodes The making of a nation en 2007. En collaboration avec NTV, il a produit plus de 160 épisodes d'une demi-heure sur des personnalités importantes de l'histoire du Kenya, une série intitulée Makers of a nation.

## Famille
Hilary Ng'weno a épousé en 1963  Fleur Grandjouan, la fille de Jacques-Olivier Grandjouan et petite-fille de Jules Grandjouan. 
Fleur Ng'weno est biologiste, écrivain et éditrice, elle possède un diplôme en biologie de la conservation de l'Université du Michigan. Elle a été impliquée dans le domaine de l'environnement au Kenya pendant quarante ans, en tant que secrétaire de Nature Kenya.
Ils ont eu deux filles, Amolo et Bettina. Amolo Ng'weno, diplômée de Harvard et de Princeton, a travaillé pour la Fondation Bill-et-Melinda-Gates. En 1994, avec deux autres kényans, Ayisi Makatiani (en) et Karanja Gakio, elle a fondé Africa Online. Bettina Ng'weno est professeur d'études africaines et afro-américaines à l'Université de Californie.
La sœur de Fleur Grandjouan était l'archéologue Clairève Grandjouan, disparue en 1982.

## Parcours
- Membre du Conseil d'administration des Musées nationaux du Kenya (1964-68)
- Président de la Société des musées du Kenya (1967-68)
- Président de Kenya Wildlife Service (1990-93)
- Responsable du WWF (1993-97)
- Membre du Conseil des conseillers africains de la Banque mondiale (1991-94)
- Président de l'Autorité fiscale du Kenya (1995-97)
- Membre de la Commission économique présidentielle (1996-99)
- Membre du Comité consultatif populaire de la Fondation MacArthur (1991-97)
- Président du Conseil consultatif du Forum africain pour l'alphabétisation des enfants en science et technologie de la Fondation Rockefeller (1994-97)

## Distinction
- John D. Rockefeller III Award, 1977.

## Publications

### Livres
- The men from Pretoria, Longman, 171 pages, 1975.
- The day Kenyatta died, Longman Kenya, 68 pages, 1978.

### Magazines
- Joe, avec Terry Hirst et Oscar Festus.

### Télévision
- Makers of a nation, 160 profils de personnalités du Kenya, Kalasha Award 2010.
- The making of a nation: Kenya’s political history 1957-2007, documentaire de 14 fois une demi-heure.
- Kenya’s darkest hour.